# Bataille de Barbourville
Guerre de Sécession
Batailles
Opérations dans l'Est du Kentucky
- Barbourville
- Camp Wild Cat
- Big Sandy
- Rowlett's Station

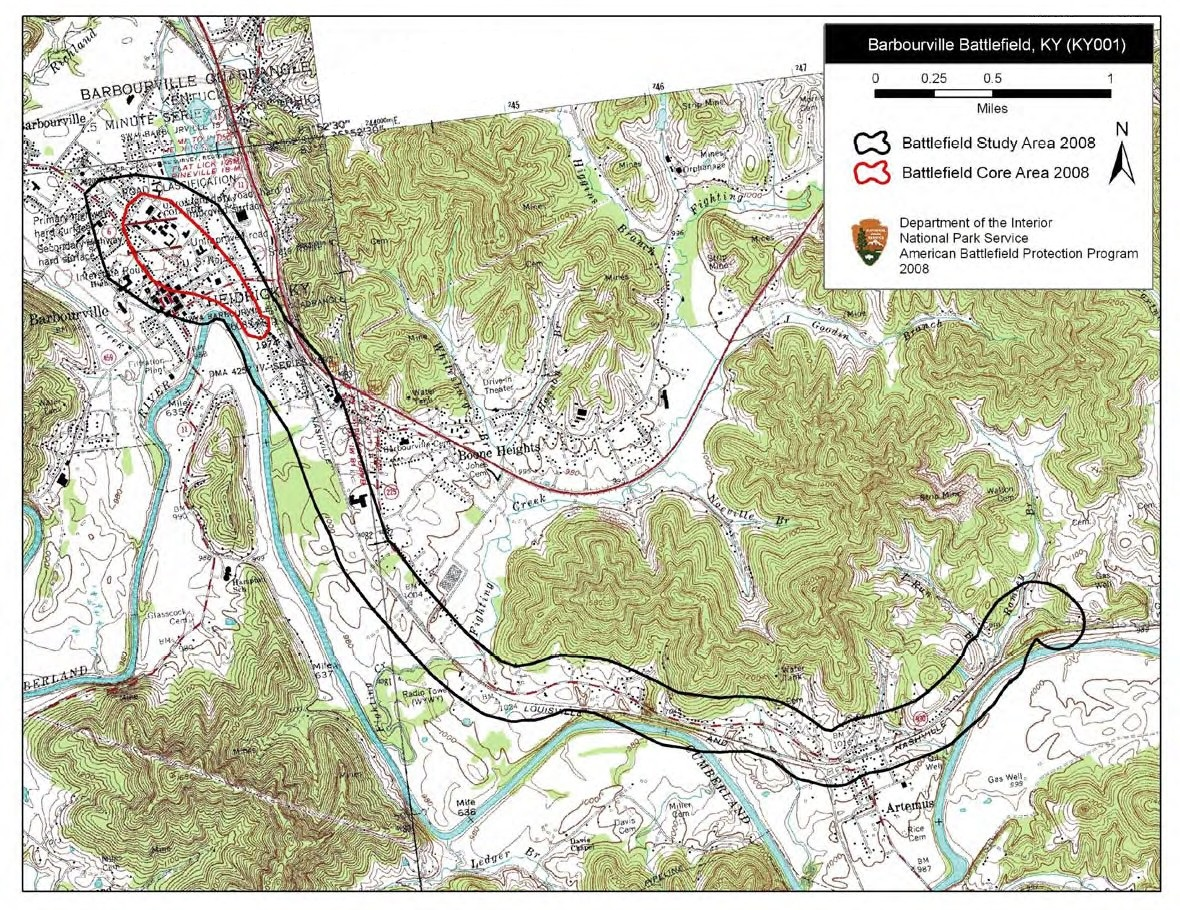
Carte du champ de bataille de Barbourville et étude des zones par le programme de protection du champ de bataille américain.

La bataille de Barbourville est l'un des premiers engagements de la guerre de Sécession. Elle a eu lieu le 19 septembre 1861, dans le comté de Knox, Kentucky, pendant la campagne, connue sous le nom d'offensive confédérée du Kentucky. La bataille est considérée comme la première victoire des confédérés dans le Commonwealth, et jette une frayeur sur les commandants fédéraux, qui envoient précipitamment des troupes dans le centre du Kentucky pour tenter de repousser l'invasion, qui est finalement arrêtée lors de la bataille de Camp Wildcat en octobre.

## Contexte

### Neutralité du Kentucky
Le 15 avril 1861, le lendemain de la reddition de l'armée américaine à fort Sumter aux Confédérés, le président Abraham Lincoln appelle les États restant dans l'Union à fournir des volontaires pour réprimer l'insurrection dans les sept États qui ont fait sécession de l'Union à cette date. Le gouverneur du Kentucky pro-confédéré Beriah Magoffin refuse d'envoyer des troupes, mais puisque la majorité des membres de l'assemblée générale du Kentucky est pro-unioniste, l'appel de volontaires de Lincoln ne pousse pas à l'État à faire sécession,,. Le 16 mai, le comité législatif du Kentucky recommande que l'État reste neutre dans le conflit et le gouverneur Magoffin proclame la neutralité de l'État le 20 mai.
Dans les élections du 5 août 1861, les électeurs du Kentucky élisent une majorité pro-membres de l'Union à la chambre des représentants du Kentucky et au sénat du Kentucky  insensible au droit de veto,. Le 6 août 1861, le camp Dick Robinson, un camp de l'Union, est créé près de Lexington, dans le Kentucky. Le 2 septembre 1861, l'assemblée générale du Kentucky hisse le drapeau américain sur le capitole de l'État du Kentucky à Frankfort (Kentucky).

### Mouvements confédérés
Le 3 septembre 1861, le major général confédéré Leonidas Polk ordonne au brigadier général Gideon Pillow de prendre Columbus (Kentucky) sur le Mississippi avant de forces de l'Union ne le fassent. Cela termine la neutralité du Kentucky, conduit à la prise par le brigadier général de l'Union Ulysses S. Grant de Paducah, Kentucky le 6 septembre 1861, et d'autres mouvements militaires et actions des armées de l'Union et Confédérées dans le Kentucky, peu de temps après.
Les confédérés du brigadier général Felix Zollicoffer ont quitté le Tennessee pour passer par le Cumberland Gap vers le centre du Kentucky dans un effort pour obtenir le contrôle de cette importante frontière de l'État. Le 14 septembre 1861, dix jours après sa force de 5 400 hommes quitte sa base, Zollicoffer occupe le Cumberland Gap et prend position à Cumberland Ford (près de l'actuelle Pineville, Kentucky) pour lutter contre l'activité unioniste dans la région,. Pendant une bonne partie de l'été, les sympathisants de l'Union  organisent et forment des recrues du Kentucky et de l'est du Tennessee au camp Andrew Johnson près de Barbourville, Kentucky. Zollicoffer est déterminé à se saisir de ce camp et éliminer la menace contre la position confédérée. Il veut aussi soulager la pression sur l'armée d'Albert S. Johnston et détourner les troupes de l'Union du commandement de Johnston.

## Bataille
Dans un lourd brouillard du matin du 19 septembre 1861, Zollicoffer envoie vers l'avant environ 800 hommes sous les ordres du colonel Joel A. Battle. Le camp Andrew Johnson est en grande partie vide, les recrues étant partis à proximité du camp Dick Robinson, où plusieurs milliers de troupes fédérales sont réunies sous le commandement du brigadier général George H. Thomas. Alors que les hommes de Battle s'approchent du camp Johnson, ils rencontrent une force de 300 Home Guards pro-unionistes sous les ordres du capitaine Isaac J. Black, qui retire rapidement le bordage du pont pour empêcher les confédérés de traverser. Une vive escarmouche éclate, mais la supériorité numérique de Battle prévaut et Zollicoffer remporte une victoire. Ses hommes capturent le camp, détruisent les bâtiments, et saisissent les armes et le matériel laissé par les recrues qui retraitent,,,,.

## Conséquences
Black rapporte ses pertes à 1 homme tué, 1 blessé, et 13 capturés. Combattant à découvert, les confédérés qui attaquent perdent 7 hommes tués dans la rencontre.
Bien que Zollicoffer se retire brièvement dans son camp à Cumberland Gap, il envoie un détachement de ses hommes pour déloger une autre force  des Home Guard de l'Union dans un camp à Laurel Bridge, dans le comté de Laurel, Kentucky peu après la bataille de Barboursville,. Le 28 septembre, un autre détachement saisit 200 barils de  sel et détruit la saline de Goose Creek dans le comté de Clay, Kentucky,.
En réponse aux actions de Zollicoffer, le brigadier général de l'Union Thomas envoie des troupes sous les ordres du Colonel Theophilus T. Garrard pour monter le camp Wildcat à Rockcastle Hills, près de London, dans le Kentucky, à Wildcat Mountain à 48 kilomètres (30 miles) au nord des salines, afin d'assurer le ford sur la rivière Rockcastle, et d'entraver la route de la Wilderness qui passe dans la région. Cela pose le décor de la bataille de Camp Wildcat le 21 octobre 1861, après la reprise de l'offensive de Zollicoffer le 16 octobre.